# Panorpa bunun
Panorpa bunun är en näbbsländeart som beskrevs av Syuti Issiki 1929. Panorpa bunun ingår i släktet Panorpa och familjen skorpionsländor. Inga underarter finns listade i Catalogue of Life.